# Китайско-съветски разкол
Съветско-китайският разрив (на руски: Советско-китайский раскол и на китайски: 中苏交恶) или Китайско-съветският разкол (1956 – 1966) е скъсването на политическите отношения между Китайската народна република и Съветския съюз, поради доктринни различия, произтичащи от различните им интерпретации и практически приложения на марксизма-ленинизма, което се проявява в съответните им геополитически решения в хода на Студената война (1947 – 1991). В края на 1950-те и началото на 1960-те години китайско-съветските дебати относно интерпретирането на марксизма прерастват в спорове относно съветската политика на национална десталинизация и международно мирно съвместно съществуване със Западния свят – посока, която се счита за марксистки ревизионизъм от Мао Дзъдун. От своя страна, Китай заема войнствена позиция спрямо Запада и публично отхвърля политиката на СССР на мирно съвместно съществуване. Освен това, Китай негодува срещу близките отношения на СССР с Индия, докато съветската власт се опасява, че Мао е твърде равнодушен относно опасността от евентуална ядрена война. СССР отказва да подкрепи Китай в конфликтите на страната с Тайван и Индия от 1958 – 1959 г., което допълнително изостря отношенията между двете социалистически държави. Накрая, Никита Хрушчов отказва да достави прототип на ядрена бойна глава на Китай, при което Мао решава да създаде свой собствен ядрен арсенал. През 1960 г. СССР извиква обратно всичките си ядрени специалисти от Китай.
През 1956 г. Никита Хрушчов осъжда режима на Йосиф Сталин и сталинизма в речта си „За култа към личността и неговите последици“ и започва процеса на десталинизация в Съветския съюз. Мао и китайското ръководство са потресени, докато КНР и СССР постепенно се раздалечават в интерпретациите си и приложенията си на марксизма. Към 1961 г. техните неподатливи идеологически различия водят до първото официално осъждане от страна на Китай на съветския комунизъм като творба на „ревизионистки предатели“. За страните от Източния блок, китайско-съветският разкол е въпрос на това кой ще води революцията към световен комунизъм и към кого ще се обръщат по-напредналите страни за политически съвети, финансова и военна помощ. Това поставя КНР и СССР в съперничество за водачеството на световното комунистическо движение чрез авангардните страни в съответните им сфери на влияние.
В Западния свят, китайско-съветският разкол преобразува двуполюсната Студена война в триполюсна такава. Това е важно геополитическо събитие, тъй като враждата подтиква Мао към китайско-американско сближаване чрез реализирането на държавна визита на американския президент Ричард Никсън в Китай през 1972 г. Освен това, събитието на практика прави невалидна идеята на монолитния комунизъм – възприятието на Западния свят, че комунистическите страни действат колективно в геополитическо отношение, особено на фона на Индокитайската война (1946 – 1954). През следващите десетилетия съветската дипломация е принудена да разузнава настроенията в Пекин и да предсказва вероятното им въздействие върху останалата част от комунистическия блок.